# 최혁렬
최혁렬은 대한민국의 로봇공학자이다.

## 경력
서울대 기계공학과를 거쳐 KAIST, POSTECH(포항공대)에서 기계공학으로 석,박사 학위를 받았다. 석사를 마치고 1986년 LG전자 정보기술연구소에 입사해 연구원으로 근무하면서 레이저 프린터용 광학기, 구동계를 개발했다. 박사 과정 중 일본 국비유학생으로 교토대에서 연구원, 졸업 후 포스닥으로 있었다. 1995년 성균관대 기계공학부 교수로 재직하며 지능로봇&메카트로닉스 시스템 랩(IRMS)을 운영을 하고 있다. 성균관대 로보틱스 엔지니어링 리서치센터(RERC)를 설립하여 초대 연구소장을 역임한바 있다. 지능형 자율주행 배관로봇(In Pipe Robot) 과 로봇용 근접센서, 접촉센서, 토크센서, 6축 힘/토크 센서, 수술용 집게 등 국내 로봇산업에서 취약한 로봇 부품 개발에 주력하고 있다. 현재는 에이딘 로보틱스의 대표 사이다. 

## 활동
200편 이상의 학술 논문을 발표하였고, 110건 이상의 특허출원 및 등록을 보유하는 등 지능형 로봇 기술 핵심 요소 개발 및 실용화, 학술적 공헌을 통해 국내 로봇산업 발전에 기여해 오고 있다.

## 수상
2014년 국내 로봇산업 발전에 기여해 온 공을 인정받아 대한민국 로봇대상(산업부장관상)을 받았다.

## 같이 보기
- 지능형 로봇
- 로봇산업
- 로봇인
- 로봇공학자